# Топфштедт
Топфштедт (нім. Topfstedt) — громада в Німеччині, розташована в землі Тюрингія. Входить до складу району Киффгойзер. Складова частина об'єднання громад Гройсен.
Площа — 10,78 км2. Населення становить 553 ос. (станом на 31 грудня 2021).